# Narrativa em primeira pessoa
Narrativa em primeira pessoa é um enfoque da literatura em que a história é narrada por um personagem de cada vez, falando sobre e si mesmo. A narrativa em primeira pessoa pode ser no plural, no singular ou múltipla, bem como ser uma autoridade, de confiança ou uma enganosa "voz" e representa o ponto de vista da escrita.
Os narradores explicitamente referem-se a si mesmos usando palavras e frases que envolvem "EU" (referindo-se como a primeira pessoa do singular) e/ ou "NÓS" (primeira pessoa do plural). Isso permite que o leitor ou o público veja o ponto de vista (incluindo opiniões, pensamentos e sentimentos) apenas do narrador, e não de outros personagens. Em algumas histórias na primeira pessoa os narradores podem se referir a informação que ouvem de outros personagens, a fim de tentar entregar um maior ponto de vista. Outras histórias podem mudar de um narrador para outro, permitindo que o leitor ou o público experimente os pensamentos e sentimentos de mais de um personagem.

## Formas
As narrativas em primeira pessoa podem aparecer em várias formas: o monólogo interior, como o usado pelo escritor russo Fyodor Dostoevsky em Notas do subterrâneo; ou monólogo dramático, como foi usado pelo filósofo e escritor francês Albert Camus em seu romance intitulado de A Queda; ou até mesmo de modo explicito, como fez o estadunidense Mark Twain em As Aventuras de Huckleberry Finn e O Estranho Misterioso . 

## Pontos de vista
Como o narrador está dentro da história, ele ou ela pode não ter conhecimento de todos os eventos. Por esta razão, a narrativa em primeira pessoa é muitas vezes usada para ficção policial, de modo que o leitor e narrador desvendem o caso juntos. Uma abordagem tradicional nesta forma de ficção é a de "Watson", assistente do detetive Sherlock Holmes, o personagem principal, de Sir Arthur Conan Doyle. 
Na primeira pessoa do plural os narradores contam a história utilizando o "nós". Isto é, nenhum indivíduo é identificado, o narrador é um membro de um grupo que atua como uma unidade. O ponto de primeira pessoa do plural ocorre raramente, mas pode ser utilizado de forma eficaz, às vezes como um meio para aumentar a concentração no personagem ou personagens. Exemplos: William Faulkner em Uma rosa para Emily (Faulkner era um experimentador ávido em usar pontos de vista incomuns - ver seus cavalos pintados , contada em terceira pessoa do plural). 
O narrador em primeira pessoa pode ser o personagem principal ou um que observa de perto o personagem principal, recurso usado por F. Scott Fitzgerald em O Grande Gatsby e por Johann Wolfgang von Goethe em Os Sofrimentos do Jovem Werther, cada um narrado por um personagem secundário (no caso do romance de Goethe, o personagem em questão é um correspondente do personagem principal que resolve publicar as cartas que recebera). Estes podem ser distinguidos como "primeira pessoa importante" ou "primeira pessoa menor" pontos de vista. 

## Estilos
A narrativa em primeira pessoa pode tender para um fluxo de consciência, como fez o francês Marcel Proust no livro Em Busca do Tempo Perdido. O conjunto da narrativa pode ser apresentado como um documento falso, como um diário, em que o narrador faz referência explícita ao fato de que ele está escrevendo ou contando uma história. Além do já citado Os Sofrimentos do Jovem Werther de Goethe Este é também o caso de Dracula escrito pelo irlandês Bram Stoker. Conforme a história se desenrola, narradores podem ser mais ou menos conscientes de si como contar uma história, e as suas razões para dizer isso, e ao público que eles acreditam o que estão  abordando. 
Em casos extremos, uma história apresenta o narrador como um personagem fora da história que começa a contar como fez a inglesa Mary Shelley em Frankenstein, por exemplo.